# Tarka-Tal

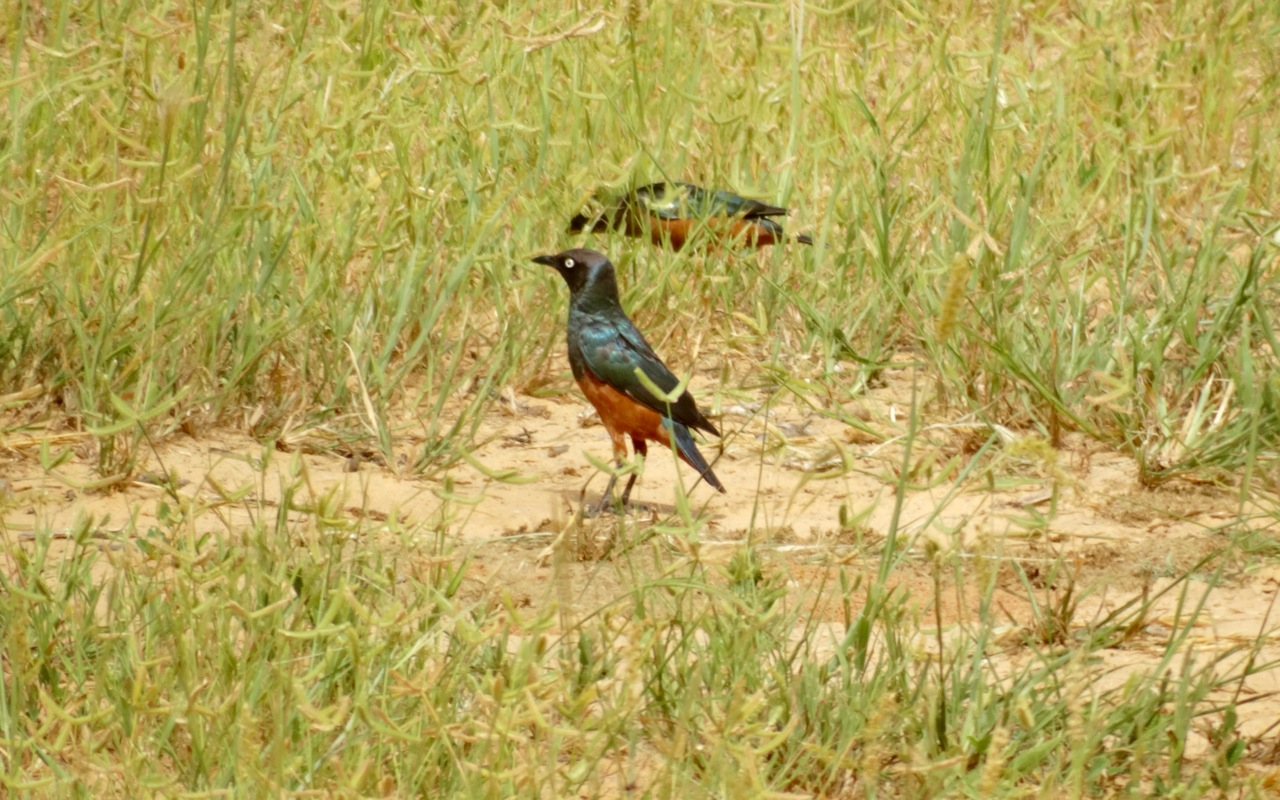
Rotbauch-Glanzstare nahe Belbédji im Tarka-Tal

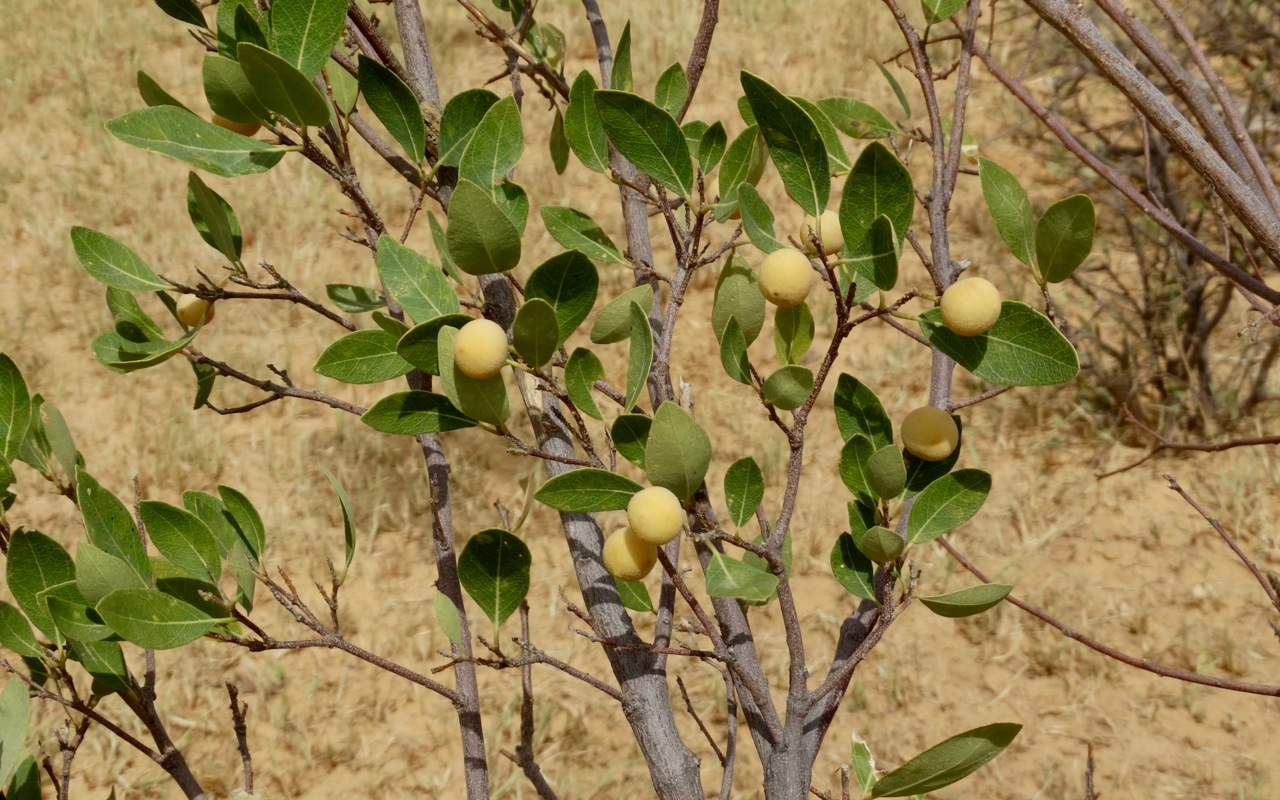
Boscia-senegalensis-Früchte nahe Belbédji im Tarka-Tal

Das Tarka-Tal (französisch vallée de la Tarka), kurz die Tarka (französisch la Tarka), ist ein westafrikanisches Trockental, das überwiegend in Niger und zu einem kleinen Teil in Nigeria liegt.

## Verlauf und Charakteristik
Das Tarka-Tal hat seinen Ursprung in der Landschaft Damergou im Norden des Departements Tanout in Niger, in Ausläufern ferner in der nordnigrischen Region Agadez. Sein Einzugsgebiet in den Regionen Agadez, Maradi, Tahoua und Zinder erstreckt sich über eine Fläche von 47.998 km². Das Trockental verläuft über eine Gesamtlänge von etwa 300 km zunächst Richtung Westen, dann Richtung Süden. Es mündet im Bundesstaat Sokoto kurz nach der Staatsgrenze mit Nigeria zusammen mit dem Trockental Goulbi N’Kaba in den Fluss Rima, einen Zubringer des Flusses Sokoto.
Das Tal ist hydrologisch in drei Abschnitte gegliedert:
- Das obere Tal, gelegen in den Departements Belbédji und Tanout, ist der weitläufigste Abschnitt. Es verläuft von Osten nach Westen.[4] Zu den größeren Dörfern im oberen Tal zählen Gangara, Sabon Kafi und Belbédji. Nebentäler sind der kori (Trockental) von Damergou und das Tal von Belbédji.[3]

- Das mittlere Tal erstreckt sich, weiterhin Ost-West-Richtung verlaufend, vom Departement Dakoro bis zum Departement Bouza. Bedeutende Dörfer in diesem Abschnitt sind Goula, Roumbou, Azagor, Korahane und Karofane. Das Tal erreicht hier eine Breite von etwa sechs Kilometern.[4] Von Norden kommend sowie südlich des Tals von Keita gibt es einige wenige zeitweise wasserführende Trockentäler, die ins Tarka-Tal münden.[2]

- Das untere Tal beginnt im Departement Bouza im Norden und reicht über das Departement Madaoua im Süden bis nach Nigeria. Größere Siedlungen in diesem Abschnitt sind Gandassamou, Madaoua, Tounfafi und Sabon-Guida.[4] Rechtsseitig erhebt sich das Gebirge Ader Doutchi, aus dem mehrere Nebentäler einmünden. Linksseitig befindet sich eine weite sandige Ebene. Das Relief im unteren Tal ist von sandigen, vom Wind verformten Terrassen geprägt.[3]

Die meiste Zeit des Jahres über nicht wasserführend, kann es im Tarka-Tal in der Regenzeit zu schwer vorhersagbaren Flutungen kommen. Stellenweise bleiben davon permanente Teiche (mares) übrig. Vor 30.000 bis 20.000 Jahren handelte es sich bei der Tarka noch um einen in einem Feuchtgebiet gelegenen Fluss, der dann vor 20.000 bis 12.000 Jahren austrocknete und versandete. Auf den roten, sandig-lehmigen Böden im Tal gedeihen Gummiarabikumbäume, Schirmakazien und Wüstendatteln. Ferner wachsen hier Anabäume, Bauhinien, Doumpalmen und Seyal-Akazien. Die Unwägbarkeit des Klimas und menschliche Aktivitäten führen zu einem immer schlechteren Zustand der Flora.

## Besiedlungsgeschichte
Der Name Tarka kommt aus der Sprache Tamascheq und bedeutet etwa „etwas dermaßen Fruchtbares, dass es am Ende verrottet“ oder „seinerzeitige Fülle an Bäumen und Weideland“. In der lokalen Überlieferung ist die Tarka ein einstiger Fluss, dessen Quellen im libyschen Tibesti lagen. Ein weiterer Tamascheq-Name im Damergou im oberen Tal lautet Anouwar, was „Wasserlauf“ bedeutet.
Die moderne Besiedlung des Tarka-Tals setzte in den 1920er Jahren ein, als Viehhirten und Ackerbauern in das Tal strömten, das damals eine noch größere biologische Vielfalt aufwies. Aus dieser Zeit stammen vermutlich die ersten Lager. Das weitläufige Tarka-Tal unterstand keiner aus vorkolonialer Zeit stammender traditioneller Herrschaft. Dieser Umstand machte es den zuwandernden Tuareg- und Fulbe-Nomaden anfangs leicht, sich auch dem Zugriff der Kolonialverwaltung zu entziehen.
Die übermäßige landwirtschaftliche Nutzung bewirkte eine Verschlechterung der natürlichen Ressourcen. Schon im Jahr 1937, als bereits dauerhafte Siedlungen entstanden waren, suchte die damalige französische Kolonialverwaltung diese Entwicklung zum Schutz der Weideflächen zu verhindern. Der Kommandant des Kreises Tanout, Maurice Vilmin, bestimmte das Tarka-Tal 1947 per Dekret zu einer nur für die Weidewirtschaft vorgesehenen Zone. Angesichts der fortschreitenden ackerbaulichen Nutzung wurde 1956 eine nördliche Grenze festgelegt, bis zu der Pflanzenkulturen gestattet waren. Nach der Unabhängigkeit Nigers wurde diese Bestimmung 1961 durch ein Gesetz übernommen, in dem Ackerbauern die Niederlassung jenseits der Nordgrenze verboten wurde.

## Landwirtschaftliche Nutzung
Die eisenhalten vernässten Böden machen das Tarka-Tal für Ackerbauern attraktiv, während Viehzüchter von der Qualität des Weidelands angezogen werden. Brunnen müssen selten tiefer als fünfzig Meter gegraben werden. In der Regenzeit und während Versorgungsengpässen wird das Tal zum Ziel von Wanderhirten aus Nigeria und den Regionen Agadez, Zinder und Süd-Maradi. Die Herden halten sich über einen Zeitraum von zwei bis drei Monaten im Jahr, oft auch länger hier auf. In den nördlichen Teilen gibt es noch nicht vom Ackerbau eingeschränkte natürliche Weideflächen, ferner zunehmend schwindende Holzressourcen.
Das untere Tal zählt zu den bedeutendsten Landwirtschaftsgebieten Zentral-Nigers. In diesem Abschnitt ist vor allem der intensiv betriebene Zwiebelanbau bedeutend, weil er den Bauern eine wichtige Einkommensquelle bietet. Typisch für das untere Tal ist außerdem die Bewässerungsfeldwirtschaft für Mais, Sorghum und (Knollen-)Gemüse.